# ジョバンニ・ベルシェ
ジョバンニ・ベルシェ(イタリア語: Giovanni Berchet、1783年12月23日 - 1851年12月23日)は、イタリアのイタリア統一運動時代の詩人、作家、翻訳家、政治家、愛国者、革命家である。イタリア統一運動の初期に活躍し、ロマン主義の文学雑誌『コンチリアトーレ』の創刊に携わった。

## 生涯
ジョバンニ・ベルシェは1783年12月23日のミラノに生まれた。父親フェデリコはフランス出身の繊維商人で、ジョバンニは8人兄弟の長男であった。
翻訳者、次いで作家としてのキャリアを開始したベルシェはドイツやイギリス、フランスなどで流行しつつあったロマン主義にイタリアで最も早く魅入られ、1816年に出版した『グリソストモから息子への半分まじめな手紙』(イタリア語: Lettera semiseria di Grisostomo al suo figliuolo)はイタリアにおけるロマン主義文学の開幕を告げるものであった。また同時期にはオーストリア帝国発刊の文学雑誌『ビブリオテーカ＝イタリアーナ』の執筆者の一人でもあった。
しかしビブリオテーカ＝イタリアーナ誌ではオーストリア帝国が重視する古典主義とイタリアに流入してきたロマン主義とで対立が発生し、ベルシェはシルヴィオ・ペッリコなどともに同誌を脱退。起業家ルイージ・ポロ・ランベルテンギやフェデラーティの黒幕フェデリーコ・コンファロニエリの資金援助を受けて、ペッリコとともにロマン主義文学雑誌『コンチリアトーレ』を創刊し、自身もまた執筆者の一人となった。コンチリアトーレ誌はその後弾圧されたが、ベルシェ自身は1820年にカルボナリに入党するなど愛国的活動をさらに活発化させていった。1821年にはピエモンテ革命に触発されてロンバルド＝ヴェネト王国各地で小規模な蜂起・騒乱が発生したがベルシェはそれに参加し、その後は逮捕と死刑判決を恐れてパリ次いでロンドン最終的にベルギーへの亡命を余儀なくされた。
亡命先のベルギーでは詩人として活躍。1845年にはイタリアに戻り、1848年には主導的役割には就けなかったもののミラノの5日間にも参加した。第一次イタリア独立戦争の敗戦後はサルデーニャ王国トリノへと渡って、サルデーニャ王国下院議会の議員を務めた。
1851年12月23日、トリノにて死去。